# Selene setapinnis
 Selene setapinnis és una espècie de peix de la família dels caràngids i de l'ordre dels perciformes.

## Morfologia
Els mascles poden assolir els 60 cm de longitud total.

## Distribució geogràfica
Es troba a l'Atlàntic occidental: des de Nova Escòcia (Canadà) fins a les Índies Occidentals, el Golf de Mèxic i Mar del Plata (Argentina). És absent a les Bahames. Substituït per Selene dorsalis a l'Atlàntic oriental.